# 臺灣製麻
24°15′27″N 120°43′26″E / 24.257575°N 120.723888°E臺灣製麻株式會社是一个於1905年創立於台中葫蘆墩街（今台中市豐原區），並由大租補償金組成的黃麻製品加工資本會社，主要製作麻袋、帆布、麻布、麻絲、天幕、行李袋、床墊等黃麻製品，主要輸入至日本及中國等地。製品中又以生產麻袋為大宗，因此又被民間稱為「布袋工場」。經過1912年的改組後，日本安田財閥的技術開始進入臺灣製麻株式會社，並逐步取得會社的經營主導權。但後來因實行經濟統治，於1944年被帝國纖維株式會社合併。

## 設立背景

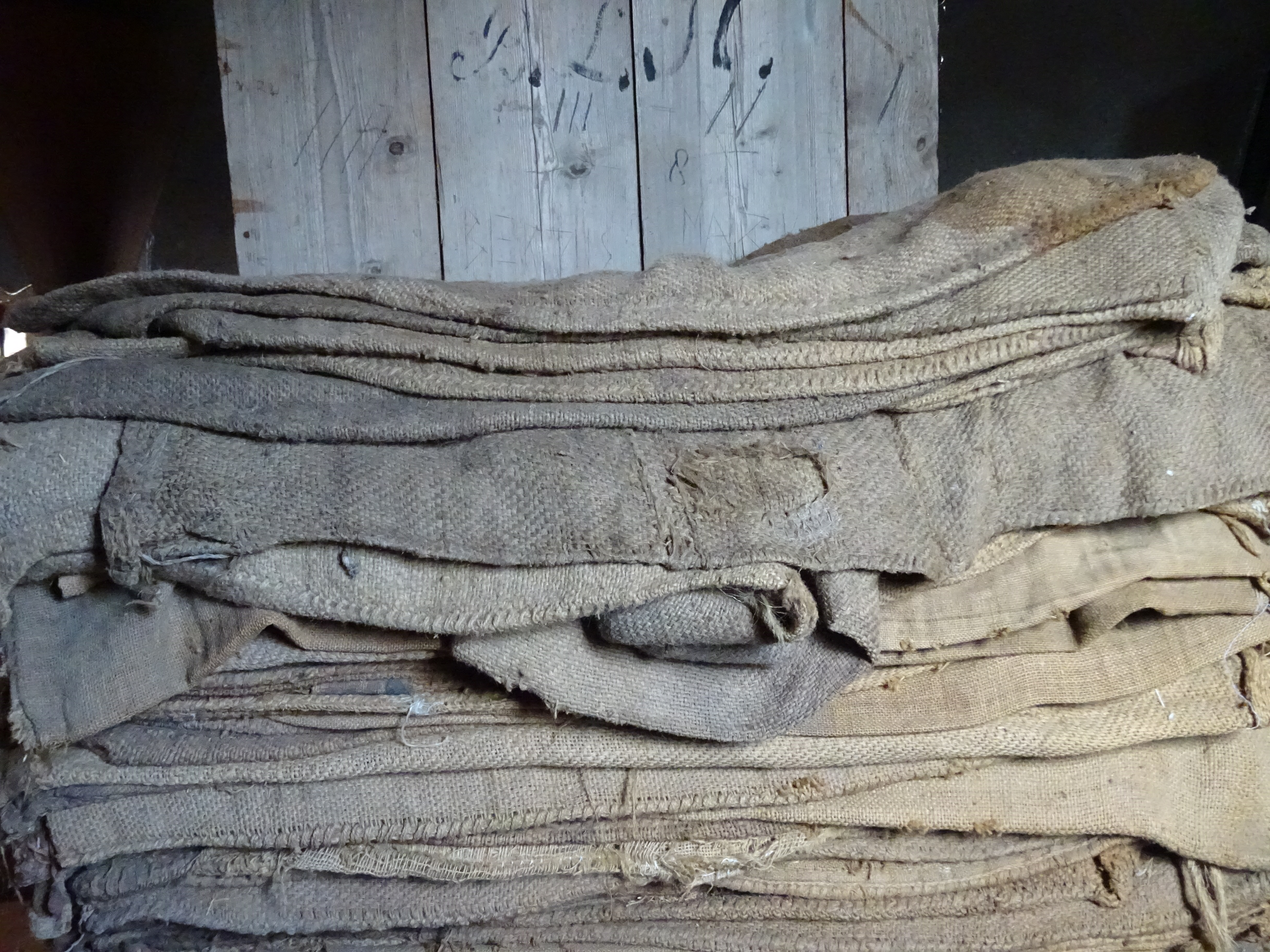
黃麻袋

### 台灣米的包裝問題
臺灣日治初期，台中生產的米在市場上常有減價銷售的情形。對此，台中廳長岡本武輝自1902年上任後即對此情形進行調查，發現原因有二：
1. 因白米的包裝中混雜了糙米，導致品質不佳。
2. 因黃麻米袋的包裝不良，導致很多米脫漏。

岡本武輝看到此情況後開始著手進行改善。首先其於1903年頒布《米穀仲買組合規則》，在台中廳內的米穀集散地設置事務所，檢查米穀品質。事後雖然略有成效，不過品質不佳與漏米的問題依然並未改善。台中廳長因此要求對包裝米的米袋進行改良，然而只要米袋經過改良，當台中米要外銷到日本時，就不用在大稻埕重新更換裝袋。當時在全台灣各地都曾出現此種弊端，例如：
1. 台灣米雖然分成上、中、下三級，但次級品常常混在真品中，經常爆發買賣糾紛。
2. 台灣米在出港包裝時都有紕漏，因此米粒常常外漏。
3. 當時規定產地米每袋淨重150公斤，但台灣米在交易中無法標準化，所以要重新檢查，耗損勞力。
4. 第一期米與第二期米兩邊的米價有差，契約上是第一期米，但交貨時卻是第二期米，表示米商常不按期交貨。

針對改良麻袋的問題，岡本武輝先是叫台中監獄的囚犯製作草袋來取代麻袋，但草袋容量較大，導致原本的麻袋搬運工工資受到影響而必須進行調整，讓米穀商人覺得麻煩，所以使用麻袋者仍然佔大多數，官方因此決定仍用黃麻作為米袋。後來台中廳派遣官員前往大阪紡織會社進行實驗，發現黃麻與印度生產的柔卓是同一種材質，且黃麻的纖維材質更強，只是之前的製作方法不佳，米袋才會破損，僅需稍加改良，米袋的品質便足以和其他外國產品匹敵。

## 歷史

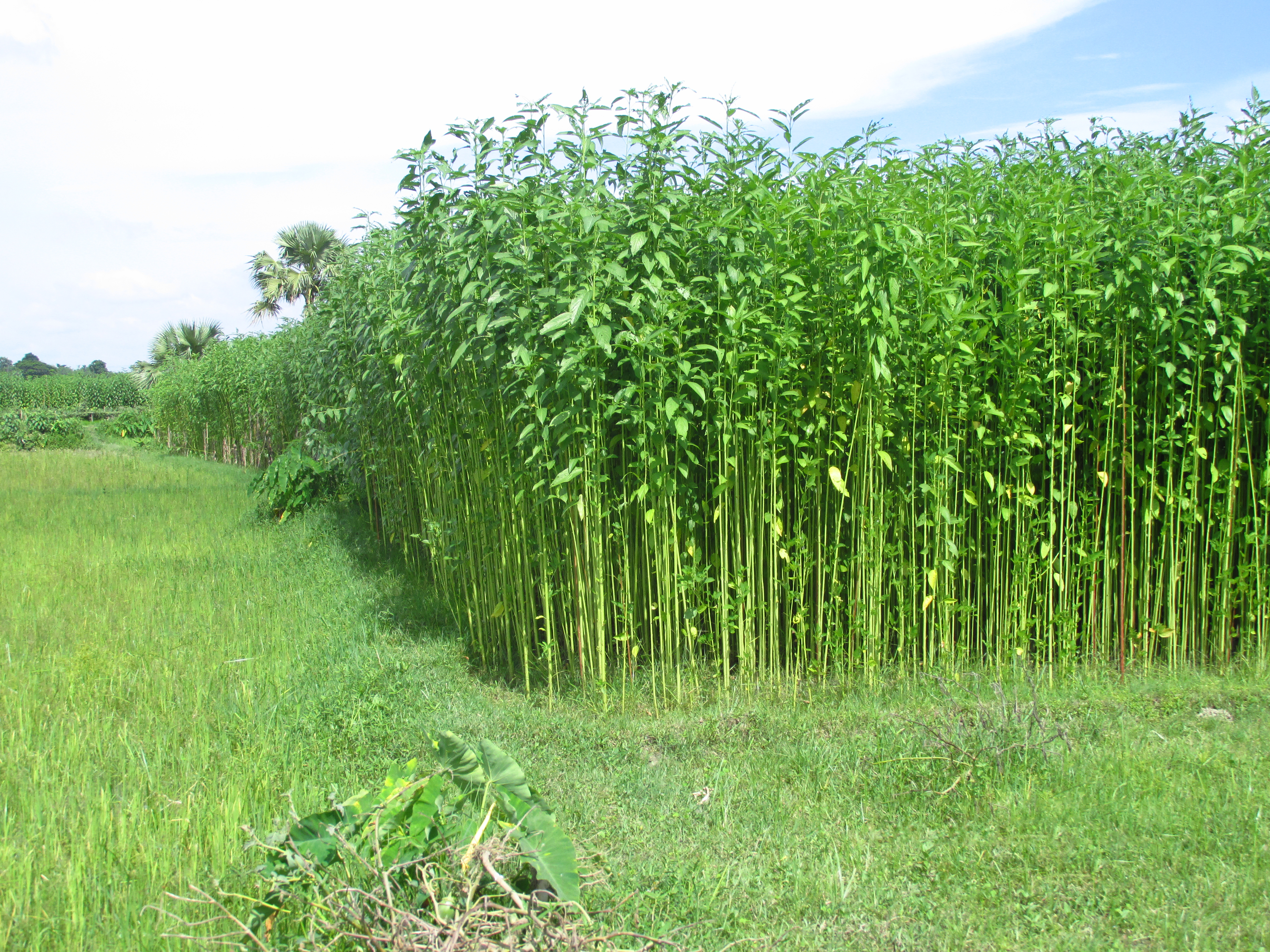
黃麻田

### 初期
1905年6月，岡本武輝倡議成立製麻會社。其擬定會社主要是以黃麻做成米袋，若成果良好，再逐步擴及紡苧麻事業。臺灣製麻會社是以台中廳下的大租補償公債來經營，因此限定投資者只能是台灣人，不予許外人入股，所以股東全是台灣人。成立會社的資金為20萬，共有4000股，每股定價50日圓。並規定嚴禁把股票轉賣給日本人，如果賣給日本人的話，也不得視為日本人應有的權利。1905年7月，訂定臺灣製麻會社設立之規劃，資本額共20萬日圓，其中打算募集18萬，剩下的2萬則由發起人自行負擔。同時，製麻會社想要利用台中廳葫蘆墩街（今台中市豐原區）的圳水帶動紡織機運轉。在中部輕鐵快要進入葫蘆墩前，在入口附近的一處空地有水流圍繞，製麻會社欲利用該地做為工場。該處水流的源頭來自大甲溪，流至葫蘆墩上游時一分為二，上游為東汴，下游為西汴。水路開闢計劃自東汴開闢水路，引水自西汴，使兩處高低差距約18市尺，裝設100匹馬力的發電機進行水力發電，藉此作為機器運轉的動力來源。1905年8月17日，臺灣製麻株式會社開始動工。除派人去大阪紡織會社學習紡織技術外，也從大阪聘僱技師來台中協助建設工程。而會社委託三井財閥代購英國與美國製造的運轉機器，先搭船到高雄港，再用鐵路運送至葫蘆墩，最後進行組裝，準備作為會社內部的運轉機器。

### 股東會議與幹部選舉
同年9月18日，於台中新盛閣召開製麻會社首次的股東會議，有180位參與者，其中岡本武輝以及各課長、支廳長也來參加。在股東會中也同時舉行董事選舉，首先由廳長指定林資鏗擔任社長，蔡蓮舫擔任副社長，並選出林烈堂、蔡春海、林獻堂、林肅卿、張鏡心5人為董事。楊瑤卿、蔡敏南、林萬選3人則為監事。選舉結束後，岡本又對現場的來賓進行演講，才結束股東會議。午餐後又由各董監事召開會議，選定林汝言擔任經理。

### 正式開業
1907年6月11日製麻會社舉辦開業式，民政長官祝辰巳、殖產局長宮尾舜治、彰化廳長加藤尚志、苗栗廳長家永泰吉郎及南投廳長能勢靖一等人都來參加。祝辰巳在開幕致詞中提到 ：
|  | 臺灣製麻會社採用本島之黃麻原料，以防遏外來麻袋之輸入，同時進行米袋改良之計。 |

這是官方首次針對台灣麻袋問題所提出的因應之計。

### 開幕後會社面臨的問題

#### 財務問題
製麻會社籌備至1908年1月停止，資金共繳了19萬9982日圓，總資本額為20萬日圓，其中有18萬日圓都被拿去購買機器或做其他的設置，因此會社實際的營運金額只有2萬日圓。1907年宮尾舜治和台中廳長佐藤謙太郎出面協調，向台灣銀行借5萬日圓，會社留用約3萬日圓。

#### 原料問題
1909年6月，南部原本用來種植黃麻的農地紛紛改種甘蔗，導致製麻會社的原料供應不足。同時從香港或日本所輸入的黃麻又比台灣黃麻便宜，導致製麻會社的麻袋很難與其競爭。1909年9月，製麻會社受到銀價低落的影響，導致麻袋價格很難與輸入品競爭，因此決定不再使用台灣的黃麻，改從印度收購更便宜的黃麻。製麻會社從1909年以來黃麻原料就供應不足，加上會社資金已經見底，因此1910年5月的股東會議中，就報告了無利益可分。直到1911年6月的股東會議中才提到因為會社的損失越來越多，幾乎無法支撐開銷，因此請總督府幫會社補助，每年約有1萬圓的金額補助。

### 營運逐漸步上軌道
1910年，因關稅提高，外國進口的米袋必須增加稅收，導致價格提高，以前外國黃麻價格便宜的情形已大幅減少，製麻會社也轉而以台灣生產的黃麻為主，其生產的米袋價格因此逐步回升，導致製麻會社初步獲利。

### 1912年的增資與改組
1912年，由於製麻會社現役的紡織機器生產規模較小，隨著台灣米糖出口需求量的增加，包裝這些米糖的麻袋需求也不斷增加，會社也開始考慮增資擴充機器設備。製麻會社的營運步上軌道後，各方也強烈希望會社擴大規模，最後由在台中的企業家山下秀實出馬，替製麻會社出面尋找新的投資者。山下最初打算遊說大倉組來投資，但大倉組的態度猶豫不決，後來山下透過在安田保善社工作的朋友藪田岩松的協助，順利引入安田保善社的大筆資金，原本的「臺灣製麻會社」也因而重新命名為「臺灣製麻株式會社」，並於1912年12月15日召開創立會議，隔天正式登記成立。增資改組後的資金為200萬日圓，地址為台中州豐原郡豐原街14番地。經營的項目有： 
1. 黃麻以及各種纖維製品的加工製造與買賣。
2. 黃麻以及各種纖維原料的栽培製造與買賣。

但在會社資本開放自由投資的情況下，有很多台灣人股東並未繼續投資。此外，由於安田保善社在投資製麻會社前，就派帝國製麻會社的技師長阪本治郎來台調查，並與當地改組會社的發起人討論投資製麻會社的合作內容： 
1. 製麻會社的資本設定為200萬，其中3分之1由安田家族的安田善三郎出資。
2. 而另外的3分之2則由日本與台灣的股東平均分資。
3. 新會社的成立，是收購舊會社的股份後重新投資。

故製麻會社從只有台灣人才能投資的會社，轉變為安田財閥傾力投資的株式會社，同時因開放自由投資之緣故，亦有很多日人股東投資製麻會社。

### 改組後的會社幹部
製麻會社在增資改組後，選出的社長為山下秀實，副社長仍然由蔡蓮舫擔任，董事為安田善三郎、藪田岩松、林烈堂以及濱田寅吉，監事為山口誠太郎、阪本治郎、坂本素魯哉以及林獻堂。

#### 1915年幹部選舉弊案
1915年10月30日，製麻會社如期召開股東會議，會中舉行幹部選舉。原本山下秀實被眾人推舉連任社長，但他本人卻堅持要離職，導致濱田寅吉擁有會社經營的主導權，後被揭發是濱田寅吉聯合藪田岩松與阪本治郎發送假電報給人在東京的山下秀實，威脅其離職。事情曝光後，引起董監事與台人股東憤怒，1916年1月，多數董監事與台人股東因為不滿濱田寅吉之行為，在同月15日由董監事及持有50股以上的台人股東召開臨時會議，推選坂本素魯哉、松岡富雄、松本安藏、安土直次郎、蔡蓮舫、林烈堂、林獻堂等8人為執行委員會代表。會議的訴求為：
1. 要求濱田寅吉離職。
2. 要求前任的社長山下秀實、副社長蔡蓮舫、董事林烈堂等任繼續留任。

會議召開後，濱田寅吉的態度十分囂張且毫無辭職之意，而林烈堂和蔡蓮舫2突然退出並開始變賣手上的股票，為當時多數董監事與台人股東所不齒，於是全都憤而辭去會社的職務。由於許多董監事與台人股東和彰化銀行關係密切，當他們全都辭職後，勢必會打擊製麻會社與彰化銀行長久以來的金融借貸關係，會社也非常擔心之前向彰化銀行借的15萬元可能會在短期內被催繳。此外，由於台中的農民不滿日人股東與董監事聯手欺壓台人，黃麻的種植意願低落。然而黃麻又是整間會社賴以生存的命脈，所以此舉更是直接影響會社的營運。1916年2月，台人股東與日本律師松本安藏向台中地方法院以「發送假電報」及「違反信託罪」檢舉濱田寅吉，濱田於2月13日被收押，同時人在日本的藪田岩松與阪本治郎也被遣返回台接受調查，製麻會社的大股東松岡富雄親自到東京與安田財閥創立者安田善次郎會面，表示願意當和事佬。因製麻會社的幹部相繼離職，導致會社事務無人打理，台中州廳指派庶務課屬坂上樁藏來代理製麻會社的總經理，坂上上任後開始獎勵黃麻種植，使會社營運逐漸步入正軌。1916年3月底，安田財閥派代理人永瀧久吉來台善後，他先在台北與山下秀實和坂本素魯哉2人會面，討論事情的解決方案，而之前被告的濱田寅吉、藪田岩松與阪本治郎3人則是被判無罪釋放。事後濱田寅吉對自己被告極為不滿，還反告松本安藏誣陷，但並未檢舉成功。。
在之後的第7回股東會議中，決定修改會議章程，廢除副社長，單社社長、常務董事，另外增加顧問數名，派山下秀實與安田善三郎2人擔任。在會議中同時也重新改選董監事，眾人推舉林獻堂擔任社長，董事為小倉鎮之助、坂本素魯哉、永瀧久吉以及松岡富雄。監事為山口誠太郎、阪本治郎以及柵瀨軍之佐。
此外，因製麻會社長期面臨原料問題，故其於1919年嘗試與台灣各地的農民簽訂黃麻種植契約，以便拉攏農民，維持黃麻來源。除簽訂契約外，同時也向總督府申請開墾荒地種植黃麻，以維持黃麻供應需求。

### 1926年會社大火
製麻會社因經濟開始復甦而慢慢步向正軌之際，會社工廠卻在1926年5月22日凌晨4點爆發大火，失火原因是因為工廠機械長期運轉沒有油，導致機械摩擦過熱因而發生火災，造成第3工廠完全燒毀，第1、2工廠局部燒毀。此火災導致製麻會社運作停止，工人也無法工作，連帶使豐原一帶的經濟出現問題，會社在營運上虧損39萬4千多圓。為了節省人事經費，經理坂上椿藏、技師長村田文輔等8人裁員，只留下主任原重義及1名會計。同時工場的重建工程因為保險問題沒辦法解決，導致製麻會社的員工在短期內無法復工。當時有些股東提議解散會社，但未被採納。最後在股東和會社幹部的討論下，於1926年11月訂出火災後的營運計畫，將從安田信託株式會社借40萬元，並預計重建工程會在1927年9月前完工。為解決會社虧損問題，在1927年4月30日的第29回股東會議中，通過由資本額200萬元中挪用30%來填補虧損。儘管製麻會社透過黃麻原料的販賣，以及通過日本的製麻會社製造帆布與麻絲等，有一些微薄的收入，但最大宗的麻袋製造與買賣仍然停擺，直到1927年8月工廠重建完成後才逐步恢復正常。重建後製麻會社在生產能力上比之前大幅提升，黃麻製品也外銷到中國、日本等地，在當地都有不錯的成績。同時由於台灣的米糖大量進口到日本，也讓麻袋的需求量大增，因此製麻會社的前景頗受看好。
製麻會社從1926的火災後，安田財閥的協助讓會社營運狀況逐漸步入正軌，但正當營運狀況逐漸好轉時，又面臨日本經濟景氣低落與經濟大蕭條的問題，同時在1930年底，由滿州製麻會社輸入台灣的米袋不需要關稅，導致滿州國與台灣的米袋相互競爭，引發一連串的後續問題，例如麻袋修改、從麻袋改用草袋等，最後由總督府與多家製麻業者的協調下，成立麻袋共同販賣組合，統一規定麻袋價格。

### 米代作政策與台南製麻會社的競爭

#### 米代作政策
1930年代日本稻米生產過剩，政府限制臺灣外銷米的數量，臺灣總督府便於1937年實行「米代作政策」，身為特用作物的黃麻也被大量推廣種植。從1934年開始，為了獎勵種植黃麻，政府選定台南州作為黃麻的增產中心，同時也聯絡日本製麻業者，以開拓黃麻外銷的管道。製麻會社為了確保製作時所需的原料數量，除了從台南州農產物販賣組合處購買精洗麻之外，也從中盤上購買黃麻原料，亦曾想過直接從農民手中購買粗麻，其價錢竟然提高至一般精洗麻的價格，於是引起台南的販賣組合的不滿，經過協調後，關於製麻會社生產的黃麻數量，統一由台南州農產物販賣組合收購處理。

#### 台南製麻會社的競爭
總督府自1930年代開始在台灣推廣並獎勵黃麻種植，一方面的原因是米代作政策的一部份；而另一方面是由於日印通商條約談判破裂，原本從印度進口的黃麻原料與麻袋大大減少，為了維持黃麻的供給，臺灣總督府特別選定臺南州作為黃麻生產重心，於1935年10月設立台南製麻。台南製麻株式會社的成立，讓台灣製麻株式會社受到了不小的打擊，導致麻袋營收比以往少，股東的紅利也不高。從1936年10月起，會社的營運狀況就逐漸下滑，最後在總督府的協調之下，勸台南製麻加入製麻共同販賣組合，才讓台灣製麻的營運情形稍微改善。

### 被帝國纖維株式會社合併
1937年7月，中日戰爭爆發，讓印度黃麻輸入困難，而當時臺灣對於麻袋的需求急速增加，為了確保黃麻生產能夠自給自足，總督府於1939年制定「黃麻十年增產計劃」，希望黃麻的種植面積能達到2萬5千甲左右。政府雖然給了不少獎勵措施，但因黃麻的經濟效益不如稻米，所以種植的意願不高。再加上受到日本西部與朝鮮旱災的影響，所以臺灣的米穀大量運送到當地賑災，原本的黃麻增產計劃也進行變更，原本種植黃麻的田地逐漸改種水稻。在1941年，日本偷襲珍珠港，太平洋戰爭隨即爆發，總督府開始在台灣實施嚴格的經濟統制，原本的麻袋共同販賣組合改組為臺灣麻袋納入組合，進行嚴格的麻袋管控。1942年5月，林獻堂突然辭去臺灣制麻株式會社社長的職位，改由帝國製麻株式會社社長河路寅三兼任。此時由於戰事緊張，經濟統制也更加嚴格，總督府有種植亞麻的計劃，帝國纖維株式會社原本打算在烏日興建工場，由帝國纖維董事來台與製麻會社專務董事討論，最後決定由臺灣製麻株式會社與帝國纖維株式會社合併，內入帝國纖維底下的臺灣事業部。臺灣製麻株式會社於1944年8月1日被帝國纖維株式會社正式合併，稱為「帝國纖維株式會社臺中工場」。會社的生產品也增加軍用帆布、蚊帳、麻布等軍需品。

### 戰後發展
1945年3月2日，美軍第345轟炸大隊的幾架B-25轟炸機襲擊豐原街，造成臺中工場的部分倉庫與廠房被炸毀，受損嚴重。1945年8月日本投降後，帝國纖維事業部部長山田酉藏與林獻堂會面，提議組織管營委員會，林獻堂答應。此時，帝國纖維的台灣事業部（包括台中工場與另外5家在台工場）與其他6家紡織工廠在1946年6月正式改組為台灣紡織業有限公司，其中，帝國纖維成為台灣紡織業有限公司底下的豐原廠。1945年12月13日，國民政府派工礦處的顏春安來台擔任接收委員，接收後，管營委員會也隨之解散。